# Genādijs Soloņicins
Genādijs Solonicins (in russo Геннадий Солоницын?; Liepāja, 3 gennaio 1980) è un ex calciatore lettone, di ruolo centrocampista.

## Carriera

### Club
Cresciuto nelle giovanili del Metalurgs Liepāja, ha esordito in Virslīga 1997 quando la squadra si chiamava ancora Baltika / Metalurgs. Dopo le prime due stagioni in cui ha fatto da comparsa(appena otto presenze per lui), Soloņicins è diventato titolare e bandiera del club a partire dal 1999, quando trovò le prime reti in campionato e maggiore continuità di utilizzo. Il 12 agosto 1999 esordì nelle Coppe europee giocando da titolare l'andata del preliminare di Coppa UEFA 1999-2000 contro il Lech Poznań. Un anno più tardi segnò su rigore la sua prima rete europea nell'andata del primo turno di Coppa UEFA 2000-2001 contro il Brann.
Soloņicins vinse con la maglia del Metalurgs la Virslīga 2005, la 2006 (fu titolare nella finale vinta contro lo Skonto e la Baltic League 2007. Lasciò il club solo il luglio del 2009 e il marzo del 2010 per giocare in Azerbajan con il Simurq in Premyer Liqası. Giocò sempre col Metalurgs, con l'eccezione di una breve pausa nella seconda metà del 2010, fino al fallimento del club che coincise col suo ritiro.

### Nazionale
Tra il 2000 e il 2010 giocò 41 incontri con la nazionale lettone, segnando una sola rete. Ha esordito il 4 febbraio 2000 al Torneo internazionale di Cipro, giocando titolare e venendo sostituito nella ripresa da Viktors Lukaševičs. La sua unica rete risale al 24 dicembre 2005, nella partita contro la Thailandia giocata nell'ambito della King's Cup.
Con la nazionale ha vinto la Coppa del Baltico 2008.

## Palmarès

### Club

#### Competizioni nazionali
- Campionato lettone: 1

Metalurgs Liepaja: 2005
- Coppa di Lettonia: 1

Metalurgs Liepaja: 2006

#### Competizioni internazionali
- Baltic League: 1

Metalurgs Liepaja: 2007

### Nazionale
- Coppa del Baltico: 1

2008